# Saint-Angel (Allier)
Saint-Angel è un comune francese di 786 abitanti situato nel dipartimento dell'Allier della regione dell'Alvernia-Rodano-Alpi.

## Società

### Evoluzione demografica
Abitanti censiti